# Biała Dolna
Biała Dolna (prononciation : [ˈbjawa ˈdɔlna]) est une localité polonaise de la gmina de Kłobuck, située dans le powiat de Kłobuck en voïvodie de Silésie.